# كريستيان أفرام
كريستيان أفرام هو لاعب كرة قدم مولدوفي في مركز حراسة المرمى، ولد في 27 يوليو 1994 في مولدوفا. شارك مع منتخب مولدافيا تحت 17 سنة لكرة القدم ومنتخب مولدوفا تحت 21 سنة لكرة القدم ومنتخب مولدوفا لكرة القدم. أما مع النوادي، فقد لعب مع دينامو اوتو تيراسبول ونادي بيتروكوب هينسشتي لكرة القدم ونادي داسيا كيشيناو.

## وصلات خارجية
- كريستيان أفرام على موقع الاتحاد الأوربي (الإنجليزية)
- كريستيان أفرام على موقع قاعدة بيانات كرة القدم.إي يو (الإنجليزية)
- كريستيان أفرام على موقع Soccerway.com (الإنجليزية)
- كريستيان أفرام على موقع عالم كرة القدم.نت (الإنجليزية)